# Großer Klappertopf
Der Große Klappertopf (Rhinanthus angustifolius) ist eine Pflanzenart aus der Gattung Klappertöpfe (Rhinanthus) innerhalb der Familie der Sommerwurzgewächse (Orobanchaceae). Seinen deutschsprachigen Trivialnamen verdankt der Klappertopf seinen reifen Früchten, in denen die Samen klappern, wenn sie bewegt werden. Er wurde 2005 zur Blume des Jahres gewählt.

## Beschreibung

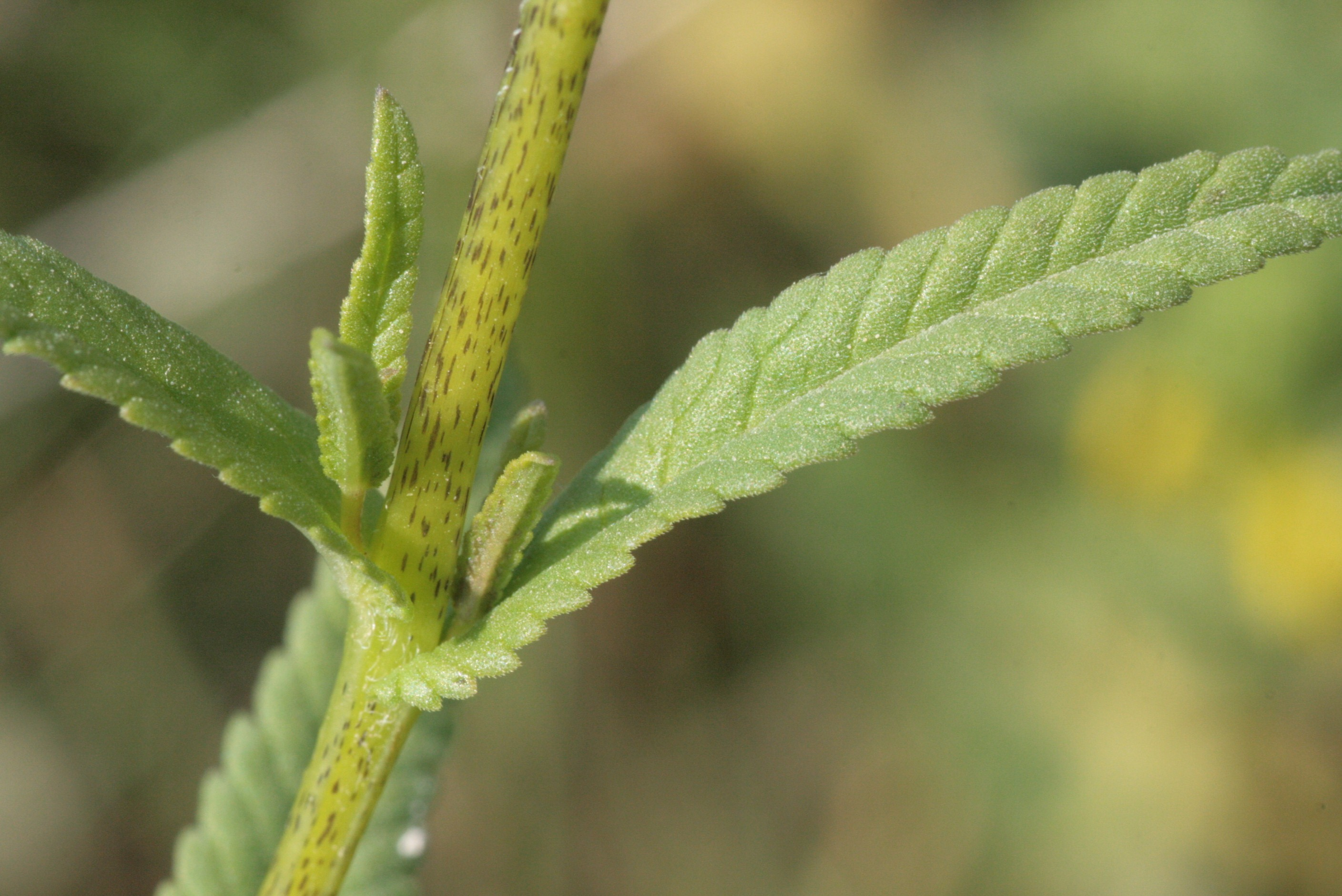
Stängel und gegenständige Laubblätter

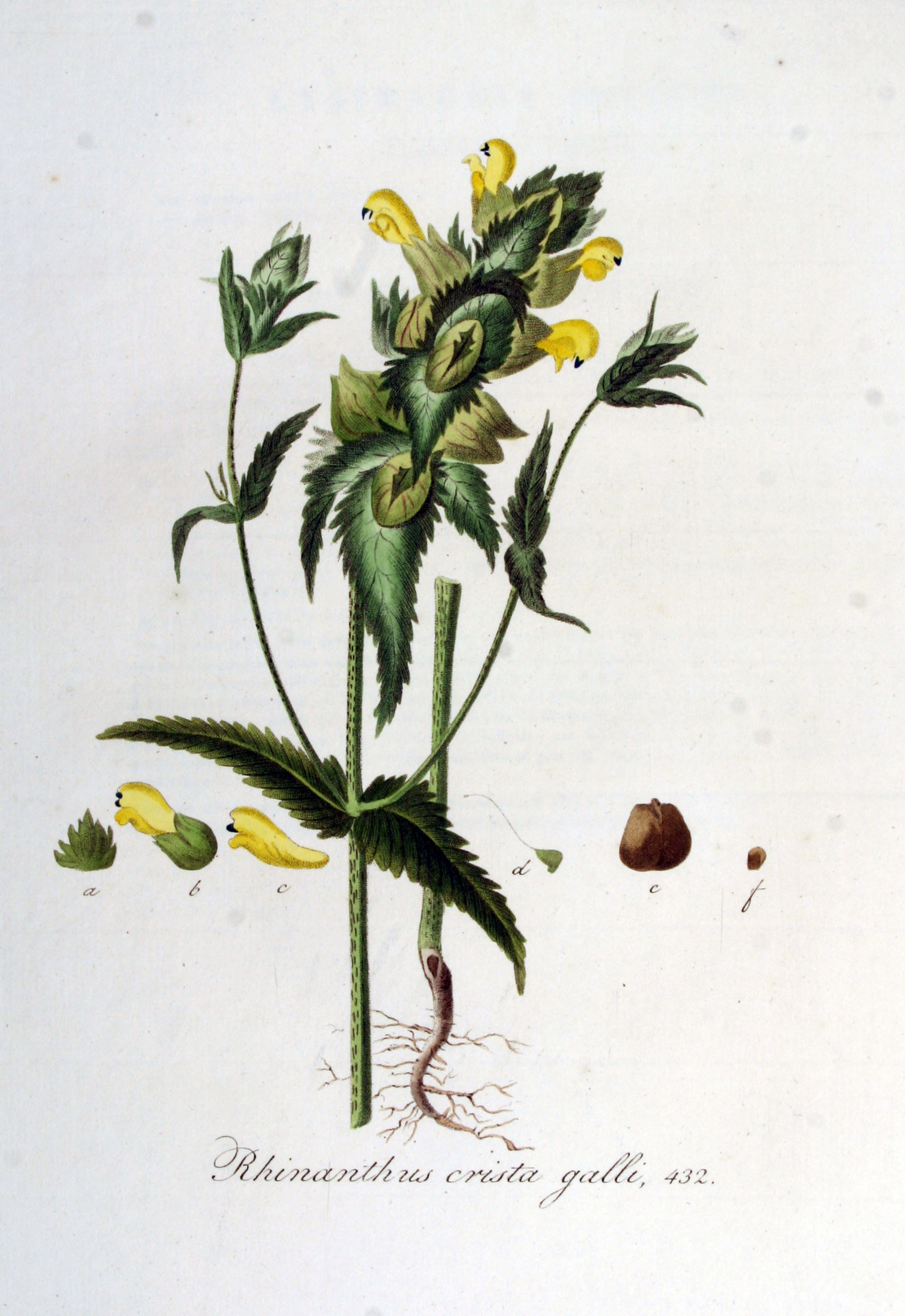
Illustration aus Flora Batava, Band 6

### Vegetative Merkmale
Der Große Klappertopf ist eine einjährige krautige Pflanze, die Wuchshöhen von 20 bis 60 Zentimetern erreicht. Der Stängel ist aufrecht abstehend verzweigt, weist eine schwarze Strichelung auf und ist fast kahl.

### Generative Merkmale
Die unteren Zähne der Tragblätter sind zugespitzt bis kurz grannig, die Zähne sind 4 bis 8 Millimeter lang, die Grannen 1 bis 5 Millimeter.
Die zwittrige Blüte ist zygomorph. Die Krone ist 17 bis 20 Millimeter lang und zweilippig. Die Kronröhre ist gleichmäßig aufwärts gebogen, gelb gefärbt, nur der Zahn an der Oberlippe ist violett. Die Unterlippe der Krone liegt an der Oberlippe an, daher ist der Eingang der Kronröhre verschlossen.
Die Samen sind etwa 3 Millimeter lang.

## Ökologie
Beim Großen Klappertopf handelt es sich um einen Therophyten und Halbparasiten.
Blütenökologisch handelt es sich um Maskenblumen, d. h. ihr oft blaufleckiger Schlund ist fast geschlossen. Bestäuber sind langrüsselige Hummeln, seltener auch Schmetterlinge. Die Blütezeit inklusive der Frühformen erstreckt sich von  Mai bis September.
Die Samen werden als Segelflieger ausgebreitet.

## Vorkommen
Der Große Klappertopf kommt auf Wiesen, Halbtrockenrasen, Wald- und Gebüschsäumen vor. Er gedeiht am besten auf wechselfeuchten, mäßig frischen, basenreichen und nährstoffarmen Lehmböden. Durch intensive Mahd oder Beweidung wird diese Art gefördert. Der Große Klappertopf findet sich in Höhenlagen bis 1300 Metern, ist aber in den Alpen seltener.

## Systematik
Die Erstveröffentlichung von Rhinanthus angustifolius erfolgte 1806 durch Karl Christian Gmelin. Synonyme für Rhinanthus angustifolius C.C.Gmel. sind: Alectorolophus crista-galli (L.) M.Bieb., Rhinanthus crista-galli L. var. crista-galli, Alectorolophus angustifolius (C.C.Gmel.) Heynh., Alectorolophus glaber (Lam.) Beck, Alectorolophus major Rchb., Alectorolophus serotinus (Schönh.) Schinz & Thell., Rhinanthus glaber Lam., Rhinanthus paludosus O.Schwarz, Rhinanthus serotinus (Schönh.) Oborný, Alectorolophus major Rchb. subsp. major, Rhinanthus serotinus subsp. paludosus (Schwarz) U.Schneid., Rhinanthus serotinus subsp. polycladus (Chabert) Dostál, Rhinanthus major var. serotinus Schönh., Rhinanthus major var. polycladus Chabert.
Die Art Rhinanthus angustifolius ist sehr formenreich, es werden je nach Autor einige Unterarten unterschieden:
- Rhinanthus angustifolius C.C.Gmel. subsp. angustifolius (Syn.: Alectorolophus montanus (Saut.) Fritsch, Rhinanthus montanus Saut., Alectorolophus major subsp. montanus (Saut.) Wettst., Rhinanthus major subsp. lykae Soó, Rhinanthus serotinus (Schönh.) Oborný subsp. serotinus, Rhinanthus serotinus subsp. angustifolius (C.C.Gmel.) Dostál, Rhinanthus serotinus subsp. arenarius U.Schneid., Rhinanthus serotinus subsp. lykae (Soó) Dostál, Rhinanthus major var. serotinus Schönh.):[2] Sie kommt in Mitteleuropa vor allem in Gesellschaften des Verbandes Mesobromion vor.[3]
- Rhinanthus angustifolius subsp. apterus (Fr.) Hyl.:[2] Die Chromosomenzahl beträgt 2n = 22.[3]
- Rhinanthus angustifolius subsp. bosniacus (Behrendsen & Sterneck) Webb: Sie kommt in Bulgarien vor.[2]
- Rhinanthus angustifolius subsp. cretaceus (Vassilcz.) Soó: Sie kommt in der Ukraine vor.[2]
- Rhinanthus angustifolius subsp. grandiflorus (Wallr.) D.A.Webb (Syn.: Rhinanthus serotinus subsp. vernalis (N.W.Zinger) Hyl.): Die Chromosomenzahl beträgt 2n = 22.[3]
- Rhinanthus angustifolius subsp. halophilus (U.Schneid.) Hartl (Syn.: Rhinanthus halophilus U.Schneid., Rhinanthus serotinus subsp. halophilus (U.Schneid.) A.Pedersen): Sie kommt vor allem in Gesellschaften des Verbands Agropyro-Rumicion vor.[3] Ihr Verbreitungsgebiet ist die Ostküste von Deutschland und Dänemark.[2]